# Diederik Korteweg
Diederik Johannes Korteweg (31 de marzo de 1848 – 10 de mayo de 1941) fue un matemático holandés. Se le recuerda por la formulación de la Ecuación de Korteweg–de Vries.

## Educación
El padre de Diederik Korteweg's era juez en Bolduque, Países Bajos. Korteweg Empezó allí sus estudios, en una academia que preparaba a los alumnos para la carrera militar. Continuó su preparación en la Universidad Técnica de Delft. Korteweg pensaba en ser ingeniero pero su amor por las matemáticas le hizo abanadonar Delft y concentrarse en los estudios de esta materia para convertirse en profesor.
En 1878 Korteweg recibió el doctorado por la Universidad de Ámsterdam. Su tesis se titulaba Sobre la propagación de ondas en tubos elásticos.
En 1881, Korteweg ingresó en el claustro de la Universidad de Ámsterdam como profesor de Matemáticas, Mecánica y Astronomía. Fue allí dónde publicó su célebre artículo "Sobre el cambio de forma de las grandes olas".
Algunos de sus discípulos famosos fueron Gustav de Vries, Gerrit Mannoury y Luitzen Egbertus Jan Brouwer.

## Premios y Asociaciones
Korteweg fue socio sesenta años de la Koninklijke Nederlandse Akademie van Wetenschappen y setenta y cinco de la Asociación Matemática de los Países Bajos. Fue editor del Nieuw Archief voor Wiskunde desde 1897 hasta su muerte.
En 2003, un experimento llevado a cabo en la Estación Espacial Internacional (Miscible Fluids in Microgravity) demostró una de las predicciones de Korteweg.